# Вихрівський
Вихрівський  (рос. Вихровский) — селище в Пристенському районі Курської області Російської Федерації.
Населення становить 146 осіб. Входить до складу муніципального утворення Яригінська сільрада.

## Історія
Населений пункт розташований на території українського етнічного та культурного краю Східна Слобожанщина.
Від 2004 року входить до складу муніципального утворення Яригінська сільрада.

## Населення
| 2002 | 2010 |
| ---- | ---- |
| 161  | ↘146 |